# 莎木II
《莎木II》是由SEGA開發的動作冒險遊戲，製作人為铃木裕。本游戏是莎木系列的第二作，2001年在DreamCast平台首發，隔年移植至Xbox发行。
遊戲內時間推進到1987年，在1代結尾乘船啟程的主角——年輕武道家芭月涼一開幕已抵達香港，懷著復仇之心繼續調查父親遭殺害的謎團，在解決香港的事件後，新的線索引領了涼前往中國大陸。
2018年8月21日，SEGA發行了《莎木 I&II》的HD版合輯，共計有PS4、Xbox One與PC版本，並有官方中文化支援。

## 故事簡介
時間推進到1987年，一開場主角涼便抵達香港，探尋一章結尾陳大人介紹的“桃李少”老師，這位神秘的桃李少是涼找尋朱元達進而抓到藍帝的唯一線索。經過一番奔走後，涼終於和在文武廟任教的桃李少碰面，原來桃是本名為紅秀瑛的女性武術家。因為涼的目的是不計後果的復仇，故秀瑛并不愿意讓涼見到朱元達，但依然不時在背後暗中相助。
打探中涼認識了可能幫助他找到藍帝的人——刃武鷹，他是街頭幫派“天堂幫”的頭目。刃看中在神秘鳳凰鏡背後或許隱藏著大筆金錢利益，於是決定協助涼。在香港時，涼與刃、少年翁、大膽熱情的女生喬伊一行有著諸多牽扯，而涼也在秀瑛的指點下對武藝有了一番精進。
在刃的指引下，涼來到了香港的九龍城，尋找曾寄信給芭月巖的朱元達。同時，黃天會也在謀劃著如何為藍帝捉到朱元達。藉著朱元達部下的幫助，涼和刃終於見到了朱元達，卻不知已被黃天會的頭目斗牛所跟蹤，斗牛一夥尾隨趕到后涼寡不敵眾，朱元達也被擄走。
為救出朱元達，涼經由打黑市拳的連勝來探問門路，和夥伴潛入了黃天會的據點——九龍城中的黃天樓。涼在黃天樓頂與斗牛進行戰鬥，阻止了藍帝帶走朱元達，但藍帝也乘直升機遁走了。回到居住地，從朱元達口中得知，藍帝（本名趙龍孫）深信是芭月巖殺害了自己的父親趙孫明，爲了復仇故殺死了芭月巖。趙孫明是朱的摯友，也是一位出色的武術家。朱元達不相信芭月巖會殺人，但朱也不知道當時的實情，只知道趙孫明死了，然後巖把原為趙孫明所有的兩面鏡帶回了日本。龍鏡與鳳凰鏡由桂林白鹿村的洮河綠石製成，是一對能開啟清朝寶藏的鑰匙。只有當兩面鏡都具備的時候，才能找到寶藏的所在。他建議涼去兩枚石鏡的製造地——桂林白鹿村作進一步搜索。涼於與刃、喬伊、翁、秀瑛道別後往桂林出發。
抵達桂林後不久，涼就遇到了在一章裡多次出現在夢中的少女玲莎花，探訪中得知莎花一家與鳳凰鏡的來歷有密切關聯。莎花帶涼到白鹿村近郊的一個採石場去見她的父親，但是礦洞裡只剩下父親留下的一封信與一口劍。在兩人合力下以劍與鳳凰鏡觸發了機關，火光照亮了整個礦洞，顯現在石壁上的正是鳳凰鏡與龍鏡的巨大石雕。劍浮上了空中，兩人望著劍，遊戲便到此結束，為玩家留下了懸念。

## 登場人物
參照：《莎木系列》角色列表

## 遊戲系統
參照：《莎木系列》遊戲系統

## 評價
遊戲延續了前作開放世界的玩法，有更大的地圖與更多NPC，也針對前代節奏緩慢的缺點加以調整，可以跳過一些等待時間，讓遊戲節奏更流暢；相比前作也設置了更多街機等小遊戲讓玩家遊玩。
由於游戏的销量不佳，《莎木II》的DC與Xbox版本合計只售出近50萬套，無法回收投入的成本，自此SEGA取消了《莎木系列》本傳的後續製作，在2代後雖有網路遊戲和手機遊戲《莎木街》的計劃，但都是草草結束。直到2015年，在製作人铃木自SEGA取得了莎木IP的使用許可後，宣布开启本傳系列《莎木III》的制作。

## 外部連結
- 官方网站（简体中文）
- 莎木 I＆II（HD版合輯）官方網站 （页面存档备份，存于）